# 怪誕蟲科
怪誕蟲科（學名：Hallucigeniidae）是葉足動物門下已滅絕的一科，起源於寒武紀大爆發。怪誕蟲科中最早發現的物種為1911年由查爾斯·都利特·沃爾科特於加拿大伯吉斯頁岩所發現的稀有怪誕蟲。1977年，在其他地區發現了更多怪誕蟲的近親化石後，賽門·康威·莫瑞斯提議建立獨立的怪誕蟲屬及怪誕蟲科。目前包含怪誕蟲科在內及其他葉足動物門的分類位置仍未有定論，目前的研究傾向認為怪誕蟲科包含了以下五個屬：石炭小管蟲屬、心網蟲屬、怪誕蟲屬、Rhombocorniculum和女神蟲屬。

## 發現史
怪誕蟲科物種的化石最早是由美國古生物學家查爾斯·都利特·沃爾科特於包含了伯吉斯頁岩的沃爾科特採石場發現。1911年，沃爾科特該樣本命名為「Canadia sparsa」，並認為與同一年發表的多毛綱物種多刺加拿大蟲為近親。1977年，英國古生物學家賽門·康威·莫瑞斯在重新檢視該樣本後，認為其不太可能屬於加拿大蟲，因此建立了獨立的新屬怪誕蟲屬（Hallucigenia）。但由於僅有一具完整樣本及零碎的化石，在當時並無法確認怪誕蟲與其他動物之間的演化關係。該樣本最顯著的獨特特徵在於其具有兩種截然不同的附肢，一種為類似觸手的管狀物、另一種則為尖銳的硬棘。莫瑞斯認為這些硬棘為怪誕蟲的足，而管狀物則是長於背上、用於攝食的器官。
1991年，瑞典烏普薩拉大學的拉斯·拉姆斯科德與中國科學院南京地質古生物研究所的侯先光於中國帽天山頁岩發現並描述了微網蟲屬。基於該完整樣本與怪誕蟲屬的相似性，他們將微網蟲屬與怪誕蟲屬均置於葉足動物門下，並認為可能與現存的有爪動物門（櫛蠶）為近親。他們同時也發現當時針對怪誕蟲屬的描述是完全腹背倒置的，生於背上的觸鬚其實是怪誕蟲的足（被稱為葉足），而那些硬棘般的長足其實是長在背上的棘刺。同樣於1991年，於帽天山頁岩發現的鏈狀心網蟲更進一步證實了拉姆斯科德與侯先光對怪誕蟲的重新詮釋。在這之後，於中國澂江化石地又發現了兩種屬於怪誕蟲屬的物種，分別為1995年發現的強壯怪誕蟲（H. fortis），以及2012年發現的廣衛怪誕蟲（H. hongmeia）。
2012年，一種新的葉足動物化石發現於地層年代為石炭紀（約3.05億年前）的美國伊利諾伊州馬榮溪化石群，由約阿基姆·豪格、喬治·梅爾、卡若林·豪格及德瑞克·布里格斯將其命名為沃洛斯克石炭小管蟲。2018年，由德瑞克·席維特等人於英國英格蘭-威爾斯邊界柯爾布魯德爾層發現了新的怪誕蟲科物種，被命名為成對女神蟲，地層年代約為4.3億年前，是目前唯一已知發現於歐洲的已滅絕葉足動物，也是第一個發現生存於志留紀的葉足動物。

## 描述
怪誕蟲科的物種為身體細長柔軟的蠕蟲，具有多對被稱為是葉足的附肢，也因此被歸屬於葉足動物門下。牠們的身體主要分作三個部份：頭部、頸部及軀幹。頭部具有一對眼。部份物種具有明顯的頸部，其中成對女神蟲（T. distos）的頸部上還長有兩對足。軀幹腹側有多對末端帶爪的足，背側則具有多對棘刺。體長2.5 cm（0.98英寸）的鏈狀心網蟲（C. catenulum），就具有多達23至25對的腿。
縱使成對女神蟲的化石樣本仍不完整，但推測牠們的體長可達3 cm（1.2英寸），並具有多達9對的足。 怪誕蟲屬不同物種之間的體型差異甚大，強壯怪誕蟲（H. fortis）的體長約僅有1 cm（0.39英寸），廣衛怪誕蟲（H. hongmeia）的體長體長約為3 cm（1.2英寸）。而稀有怪誕蟲（H. sparsa）的體長則可達5.5 cm（2.2英寸）。